# Gisela Dulko
Gisela Dulko (ur. 30 stycznia 1985 w Buenos Aires) – argentyńska tenisistka, mistrzyni wielkoszlemowego Australian Open 2011 w grze podwójnej w parze z Włoszką Flavią Pennettą, reprezentantka w Pucharze Federacji, olimpijka.

## Kariera tenisowa
Była zawodniczką praworęczną, z backhandem oburęcznym. Treningi tenisowe rozpoczęła w wieku 7 lat, idąc w ślady starszego brata Alejandro, który później został jej trenerem. Jako juniorka zdobyła trzy juniorskie tytuły wielkoszlemowe w deblu – US Open 2000 (z Maríą Emilią Salerni), Wimbledon 2001 (z Ashley Harkleroad) i Australian Open 2002 (z Angelique Widjają). Karierę zawodową rozpoczęła w 2001.
Dulko wygrała cztery turnieje rangi WTA oraz sześć turniejów rangi ITF w singlu. Jej najwyższą pozycją w rankingu gry pojedynczej było 26. miejsce w listopadzie 2005 roku. W deblu osiągnęła pierwszą pozycję w rankingu podczas notowania 1 listopada 2010 roku. Prócz tego zwyciężyła w siedemnastu turniejach WTA i sześciu ITF, wliczając w to triumf na Australian Open 2011.
Od 2000 występowała w reprezentacji Argentyny w Pucharze Federacji, zarówno w singlu, jak i w deblu. Jej ogólny bilans wynosił 21 zwycięstw i 12 porażek. Dulko startowała także na igrzyskach olimpijskich w Atenach (2004), Pekinie (2008) oraz Londynie (2012). W stolicy Grecji występowała tylko w singlu, osiągając pierwszą rundę. Cztery lata później zdobyła drugą rundę gry podwójnej i pierwszą pojedynczej. Na kortach All England Lawn Tennis and Croquet Club w Londynie osiągnęła pierwszą rundę debla oraz ćwierćfinał miksta. W 2005 razem z Guillermo Corią startowała w Pucharze Hopmana, uważanym za nieoficjalne mistrzostwa świata w grze mieszanej, docierając do finału tych rozgrywek.
Dnia 18 listopada 2012 poinformowała o zakończeniu kariery tenisowej.

## Życie prywatne
Jej rodzice to Estanislao i Ana Dulko.
W latach 2008–2010 związana była z chilijskim tenisistą, Fernando Gonzalezem.
W lipcu 2009 podczas turnieju tenisowego w Madrycie poznała Fernando Gago, reprezentanta Argentyny w piłce nożnej. Para wzięła ślub w Buenos Aires dnia 27 lipca 2011. Rozstali się w 2021 roku.
15 grudnia 2012 poinformowała, że spodziewa się narodzin swojego pierwszego dziecka. Jej syn, Mateo Gago Dulko, przyszedł na świat 9 czerwca 2013.
14 kwietnia 2015 media podały do wiadomości, że tenisistka i piłkarz zostaną rodzicami po raz drugi. 21 sierpnia Dulko urodziła córkę, która otrzymała imię Antonella.
Gisela biegle włada językiem włoskim. Przyjaźni się ze swoją partnerką deblową – Flavią Pennettą.

## Finały turniejów WTA
| Legenda                     | Legenda |
| --------------------------- | ------- |
| Wielki Szlem                |         |
| Igrzyska olimpijskie        |         |
| WTA Tour Championships      |         |
| 1988 – 2008                 |         |
| Kategoria I                 |         |
| Kategoria II                |         |
| Kategoria III               |         |
| Kategoria IV                |         |
| Kategoria V                 |         |
| 2009 – 2020                 |         |
| WTA Premier Mandatory       |         |
| WTA Premier 5               |         |
| WTA Premier                 |         |
| WTA International Series    |         |
| WTA 125K series (2012–2020) |         |

### Gra pojedyncza 8 (4-4)
| Końcowy wynik | Nr | Data             | Turniej      | Nawierzchnia | Przeciwniczka               | Wynik finału     |
| ------------- | -- | ---------------- | ------------ | ------------ | --------------------------- | ---------------- |
| Finalistka    | 1. | 14 stycznia 2005 | Hobart       | Twarda       | Zheng Jie                   | 2:6, 0:6         |
| Finalistka    | 2. | 11 lutego 2007   | Pattaya      | Twarda       | Sybille Bammer              | 5:7, 6:3, 5:7    |
| Zwyciężczyni  | 1. | 29 kwietnia 2007 | Budapeszt    | Ceglana      | Sorana Cîrstea              | 6:7(2), 6:2, 6:2 |
| Zwyciężczyni  | 2. | 25 sierpnia 2007 | Forest Hills | Twarda       | Virginie Razzano            | 6:2, 6:2         |
| Zwyciężczyni  | 3. | 5 maja 2008      | Fez          | Ceglana      | Anabel Medina Garrigues     | 7:6(2), 7:6(5)   |
| Finalistka    | 3. | 22 lutego 2009   | Bogota       | Ceglana      | María José Martínez Sánchez | 3:6, 2:6         |
| Finalistka    | 4. | 10 lipca 2010    | Båstad       | Ceglana      | Aravane Rezaï               | 3:6, 6:4, 4:6    |
| Zwyciężczyni  | 4. | 26 lutego 2011   | Acapulco     | Ceglana      | Arantxa Parra Santonja      | 6:3, 7:6(5)      |

### Gra podwójna 30 (17-13)
| Końcowy wynik | Nr  | Data                 | Turniej         | Nawierzchnia   | Partnerka                  | Przeciwniczki                                      | Wynik finału      |
| ------------- | --- | -------------------- | --------------- | -------------- | -------------------------- | -------------------------------------------------- | ----------------- |
| Finalistka    | 1.  | 14 lipca 2002        | Casablanca      | Ceglana        | Conchita Martínez Granados | Petra Mandula Patricia Wartusch                    | 2:6, 1:6          |
| Zwyciężczyni  | 1.  | 5 kwietnia 2003      | Casablanca      | Ceglana        | María Emilia Salerni       | Henrieta Nagyová Ołena Tatarkowa                   | 6:3, 6:4          |
| Finalistka    | 2.  | 2 maja 2004          | Warszawa        | Ceglana        | Patricia Tarabini          | Silvia Farina Elia Francesca Schiavone             | 6:3, 2:6, 1:6     |
| Finalistka    | 3.  | 26 września 2004     | Pekin           | Twarda         | María Vento-Kabchi         | Emmanuelle Gagliardi Dinara Safina                 | 4:6, 4:6          |
| Finalistka    | 4.  | 22 sierpnia 2005     | New Haven       | Twarda         | Marija Kirilenko           | Lisa Raymond Samantha Stosur                       | 2:6, 7:6(1), 1:6  |
| Zwyciężczyni  | 2.  | 3 października 2005  | Tokio           | Twarda         | Marija Kirilenko           | Shinobu Asagoe María Vento-Kabchi                  | 7:5, 4:6, 6:3     |
| Zwyciężczyni  | 3.  | 10 października 2005 | Bangkok         | Twarda         | Shinobu Asagoe             | Conchita Martínez Virginia Ruano Pascual           | 6:1, 7:5          |
| Zwyciężczyni  | 4.  | 24 października 2005 | Linz            | Twarda         | Květa Peschke              | Conchita Martínez Virginia Ruano Pascual           | 6:2, 6:3          |
| Zwyciężczyni  | 5.  | 20 lutego 2006       | Bogota          | Ceglana        | Flavia Pennetta            | Ágnes Szávay Jasmin Wöhr                           | 7:6(1), 6:1       |
| Finalistka    | 5.  | 1 maja 2006          | Estoril         | Ceglana        | María Sánchez Lorenzo      | Li Ting Sun Tiantian                               | 2:6, 2:6          |
| Zwyciężczyni  | 6.  | 23 lipca 2006        | Cincinnati      | Twarda         | Maria Elena Camerin        | Marta Domachowska Sania Mirza                      | 6:4, 3:6, 6:2     |
| Finalistka    | 6.  | 25 lipca 2006        | Stanford        | Twarda         | Maria Elena Camerin        | Anna-Lena Grönefeld Szachar Pe’er                  | 1:6, 4:6          |
| Zwyciężczyni  | 7.  | 16 stycznia 2009     | Hobart          | Twarda         | Flavia Pennetta            | Alona Bondarenko Kateryna Bondarenko               | 6:2, 7:6(4)       |
| Finalistka    | 7.  | 22 lutego 2009       | Bogota          | Ceglana        | Flavia Pennetta            | Nuria Llagostera Vives María José Martínez Sánchez | 5:7, 6:3, 7–10    |
| Finalistka    | 8.  | 21 marca 2009        | Indian Wells    | Twarda         | Szachar Pe’er              | Wiktoryja Azaranka Wiera Zwonariowa                | 4:6, 6:3, 5–10    |
| Finalistka    | 9.  | 3 maja 2009          | Stuttgart       | Ceglana        | Flavia Pennetta            | Bethanie Mattek-Sands Nadieżda Pietrowa            | 7:5, 3:6, 7–10    |
| Zwyciężczyni  | 8.  | 11 lipca 2009        | Båstad          | Ceglana        | Flavia Pennetta            | Nuria Llagostera Vives María José Martínez Sánchez | 6:2, 0:6, 10–5    |
| Zwyciężczyni  | 9.  | 21 lutego 2010       | Bogota          | Ceglana        | Edina Gallovits            | Olha Sawczuk Anastasija Jakimawa                   | 6:2, 7:6(6)       |
| Zwyciężczyni  | 10. | 4 kwietnia 2010      | Miami           | Twarda         | Flavia Pennetta            | Nadieżda Pietrowa Samantha Stosur                  | 6:3, 4:6, 10–7    |
| Zwyciężczyni  | 11. | 2 maja 2010          | Stuttgart       | Ceglana (hala) | Flavia Pennetta            | Květa Peschke Katarina Srebotnik                   | 3:6, 7:6(3), 10–5 |
| Zwyciężczyni  | 12. | 8 maja 2010          | Rzym            | Ceglana        | Flavia Pennetta            | Nuria Llagostera Vives María José Martínez Sánchez | 6:4, 6:2          |
| Finalistka    | 10. | 17 maja 2010         | Madryt          | Ceglana        | Flavia Pennetta            | Serena Williams Venus Williams                     | 2:6, 5:7          |
| Zwyciężczyni  | 13. | 11 lipca 2010        | Båstad          | Ceglana        | Flavia Pennetta            | Renata Voráčová Barbora Záhlavová-Strýcová         | 7:6(0), 6:0       |
| Zwyciężczyni  | 14. | 22 sierpnia 2010     | Montreal        | Twarda         | Flavia Pennetta            | Květa Peschke Katarina Srebotnik                   | 7:5, 3:6, 12–10   |
| Finalistka    | 11. | 9 października 2010  | Pekin           | Twarda         | Flavia Pennetta            | Chuang Chia-jung Wolha Hawarcowa                   | 6:7(2), 6:1, 7–10 |
| Zwyciężczyni  | 15. | 24 października 2010 | Moskwa          | Twarda (hala)  | Flavia Pennetta            | Sara Errani María José Martínez Sánchez            | 6:3, 2:6, 10–6    |
| Zwyciężczyni  | 16. | 31 października 2010 | Doha            | Twarda         | Flavia Pennetta            | Květa Peschke Katarina Srebotnik                   | 7:5, 6:4          |
| Zwyciężczyni  | 17. | 28 stycznia 2011     | Australian Open | Twarda         | Flavia Pennetta            | Wiktoryja Azaranka Marija Kirilenko                | 2:6, 7:5, 6:1     |
| Finalistka    | 12. | 1 października 2011  | Tokio           | Twarda         | Flavia Pennetta            | Liezel Huber Lisa Raymond                          | 6:7(4), 6:0, 6–10 |
| Finalistka    | 13. | 9 października 2011  | Pekin           | Twarda         | Flavia Pennetta            | Květa Peschke Katarina Srebotnik                   | 3:6, 4:6          |

### Gra mieszana 1 (0-1)
| Końcowy wynik | Nr | Data            | Turniej | Nawierzchnia | Partner         | Przeciwnicy             | Wynik finału      |
| ------------- | -- | --------------- | ------- | ------------ | --------------- | ----------------------- | ----------------- |
| Finalistka    | 1. | 9 września 2011 | US Open | Twarda       | Eduardo Schwank | Melanie Oudin Jack Sock | 6:7(4), 6:4, 8–10 |

## Finały juniorskich turniejów wielkoszlemowych

### Gra podwójna (3)
| Końcowy wynik | Rok  | Turniej         | Nawierzchnia | Partnerka            | Przeciwniczki                           | Wynik finału  |
| Zwyciężczyni  | 2000 | US Open         | Twarda       | María Emilia Salerni | Anikó Kapros Christina Wheeler          | 3:6, 6:2, 6:2 |
| Zwyciężczyni  | 2001 | Wimbledon       | Trawiasta    | Ashley Harkleroad    | Christina Horiatopoulos Bethanie Mattek | 6:3, 6:1      |
| Zwyciężczyni  | 2002 | Australian Open | Twarda       | Angelique Widjaja    | Swietłana Kuzniecowa Matea Mežak        | 6:2, 5:7, 6:4 |